# Jonchery-sur-Suippe
 Jonchery-sur-Suippe  es una población y comuna francesa, en la región de Champaña-Ardenas, departamento de Marne, en el distrito de Châlons-en-Champagne y cantón de Suippes.

## Demografía
| 177 | 167 | 185 | 186 | 173 | 159 |
| Para los censos de 1962 a 1999 la población legal corresponde a la población sin duplicidades (Fuente: INSEE [Consultar]) |     |     |     |     |     |